# Rostock (tỉnh)
Bezirk Rostock  là một tỉnh (Bezirk) của Cộng hòa Dân chủ Đức. Trụ sở và thành phố chính là Rostock.

## Lịch sử
Cùng với 13 tỉnh khác, tỉnh Rostock được thành lập vào ngày 25 tháng 7 năm 1952, thay thế các bang cũ của Đức. Sau ngày 3 tháng 10 năm 1990, tỉnh bị bãi bỏ trong giai đoạn tái thống nhất nước Đức, trở thành một phần của bang Mecklenburg-Vorpommern.

## Địa lý

### Vị trí
Bezirk Rostock là tỉnh cực bắc của CHDC Đức, nằm ven bờ biển Baltic, ở phía trước bờ biển của Đan Mạch coasts. Tỉnh giáp với các Bezirke Schwerin và Neubrandenburg. Tỉnh cũng có biên giới với Ba Lan và Cộng hòa Liên bang Đức.

### Phân cấp
Bezirk được chia thành 14 kreise: 4 quận (Stadtkreise) và 10 huyện (Landkreise): 
- Quận: Greifswald; Rostock; Stralsund; Wismar.
- Huyện: Bad Doberan; Griefswald; Grevesmühlen; Grimmen; Ribnitz-Damgarten; Rostock-Land; Rügen; Stralsund; Wismar; Wolgast.